# 천안 경전철
천안경전철(天安輕電鐵)은 천안아산역을 기점으로 불당동, 백석동, 두정동, 터미널, 원성동, 청수동, 용곡동, 신방동 등을 지나 천안아산역으로 돌아오는 순환선형태의 천안시가 계획중인 도시철도 노선으로 착공일과 개통일은 아직 정해지지 않았다.
2011년 5월 천안경전철 찬반 논란이 일어났는데 이때 천안경전철 계획은 무산되고 말았다.

## 노선 개요
- 사업상황 : 무산
- 사업성격 : 신설노선
- 건설기관 : 고려개발컨소시엄

## 추진경위
- 2006년 : 고려개발(주)에서 투자 의향서 제출
- 2007년 2월 : 제안서를 한국개발연구원(KDI) 산하 공공투자관리센터에 의뢰해 1단계 타당성 검토
- 2008년 3월 4일 : 천안시 친환경 미래교통시스템을 위한 도시철도 기본계획 용역보고회 개최
- 2008년 3월 27일 : 고려개발 제안사업에 대한 한국개발연구원의 적격성 검토 결과 : B/C 1.07 (경제성 있음)
- 2008년 7월 15일 : '천안시 도시철도 기본계획' 최종 용역보고회 (학술 : 단국대학교, 남서울대학교 기술 : 동일기술공사)
- 2009년 9월 : '수도권 전철 부성역 신설 타당성 조사 용역' 보고회
- 2010년 8월 20일 : 국토해양부 천안시 도시철도 기본계획 확정 고시
- 2011년 5월 : 천안경전철 사업찬반 논란이 일어났는데 이때 천안경전철 계획은 무산되었다.

## 예정 노선 역 목록
※ 역명은 전혀 확정되지 않았음.
| 역명         | 접속 노선                      | 소재지   | 소재지 | 소재지 | 사업시기 |
| ------------ | ------------------------------ | -------- | ------ | ------ | -------- |
| 천안아산     | 경부고속선 ● 수도권 전철 1호선 | 충청남도 | 아산시 | 배방읍 | 1단계    |
| 불당         |                                | 충청남도 | 천안시 | 서북구 | 1단계    |
| 천안시청     |                                | 충청남도 | 천안시 | 서북구 | 1단계    |
| 백석         |                                | 충청남도 | 천안시 | 서북구 | 1단계    |
| 유통단지     |                                | 충청남도 | 천안시 | 서북구 | 1단계    |
| (미정)       |                                | 충청남도 | 천안시 | 서북구 | 1단계    |
| 비즈니스파크 |                                | 충청남도 | 천안시 | 서북구 | 1단계    |
| 부성(공주대) | ● 수도권 전철 1호선            | 충청남도 | 천안시 | 서북구 | 1단계    |
| 단국대앞     |                                | 충청남도 | 천안시 | 동남구 | 1단계    |
| 종합터미널   |                                | 충청남도 | 천안시 | 동남구 | 1단계    |
| (미정)       |                                | 충청남도 | 천안시 | 동남구 | 2단계    |
| 원성         |                                | 충청남도 | 천안시 | 동남구 | 2단계    |
| (미정)       |                                | 충청남도 | 천안시 | 동남구 | 2단계    |
| 청수         |                                | 충청남도 | 천안시 | 동남구 | 2단계    |
| (미정)       | 경부선                         | 충청남도 | 천안시 | 동남구 | 2단계    |
| 용곡         |                                | 충청남도 | 천안시 | 동남구 | 2단계    |
| 신방         |                                | 충청남도 | 천안시 | 동남구 | 2단계    |
| (미정)       |                                | 충청남도 | 천안시 | 서북구 | 2단계    |
| 천안아산     | 경부고속선 ● 수도권 전철 1호선 | 충청남도 | 아산시 | 배방읍 | 2단계    |

## 논란
일부 지자체가 경제성 등을 이유로 경전철 건설을 잇따라 백지화하고 있는 최근, 현재 천안경전철에도 경제성등을 이유로 논란이 제기되고 있다.

## 참조
1. ↑  “천안시 경전철 사업 재검토 필요성 제기”. 연합뉴스. 2011년 3월 4일.
2. ↑  “천안경전철 사업 찬반 논란”. 세계일보. 2011년 5월 9일.